# Ali El Khattabi
Ali El Khattabi (Schiedam, 17 gennaio 1977) è un ex calciatore marocchino, di ruolo attaccante.